# 1882 en Lorraine
Chronologie de la Lorraine
- 1878
- 1879
- 1880
- 1881
- 1882
- 1883
- 1884
- 1885
- 1886

Cette page est une liste d'événements qui se sont produits durant l'année 1882 en Lorraine.

## Éléments contextuels

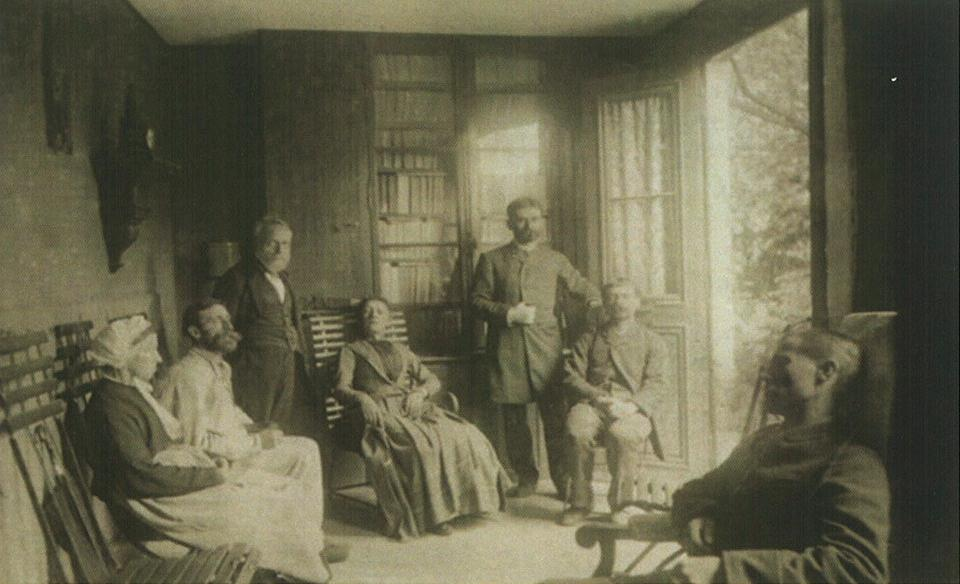
Le docteur Liébeault debout (à gauche) parmi ses patients dans sa clinique de Nancy en 1873.

- L'École de Nancy, aussi appelée École de la suggestion, est, avec l'École de la Salpêtrière, l'une des deux grandes écoles ayant contribué à l'« âge d'or » de l'hypnose en France de 1882 à 1892. Elle est composée du médecin Ambroise-Auguste Liébeault, du professeur de médecine Hippolyte Bernheim, du juriste Jules Liégeois et du médecin Henri Beaunis. La méthode thérapeutique de Liébeault et Bernheim est caractérisée par une hypnose « autoritaire », fondée sur l'usage de suggestions directes du type « Vous commencez à vous sentir très fatigué » ou « Vous commencez à avoir moins mal ».

## Événements

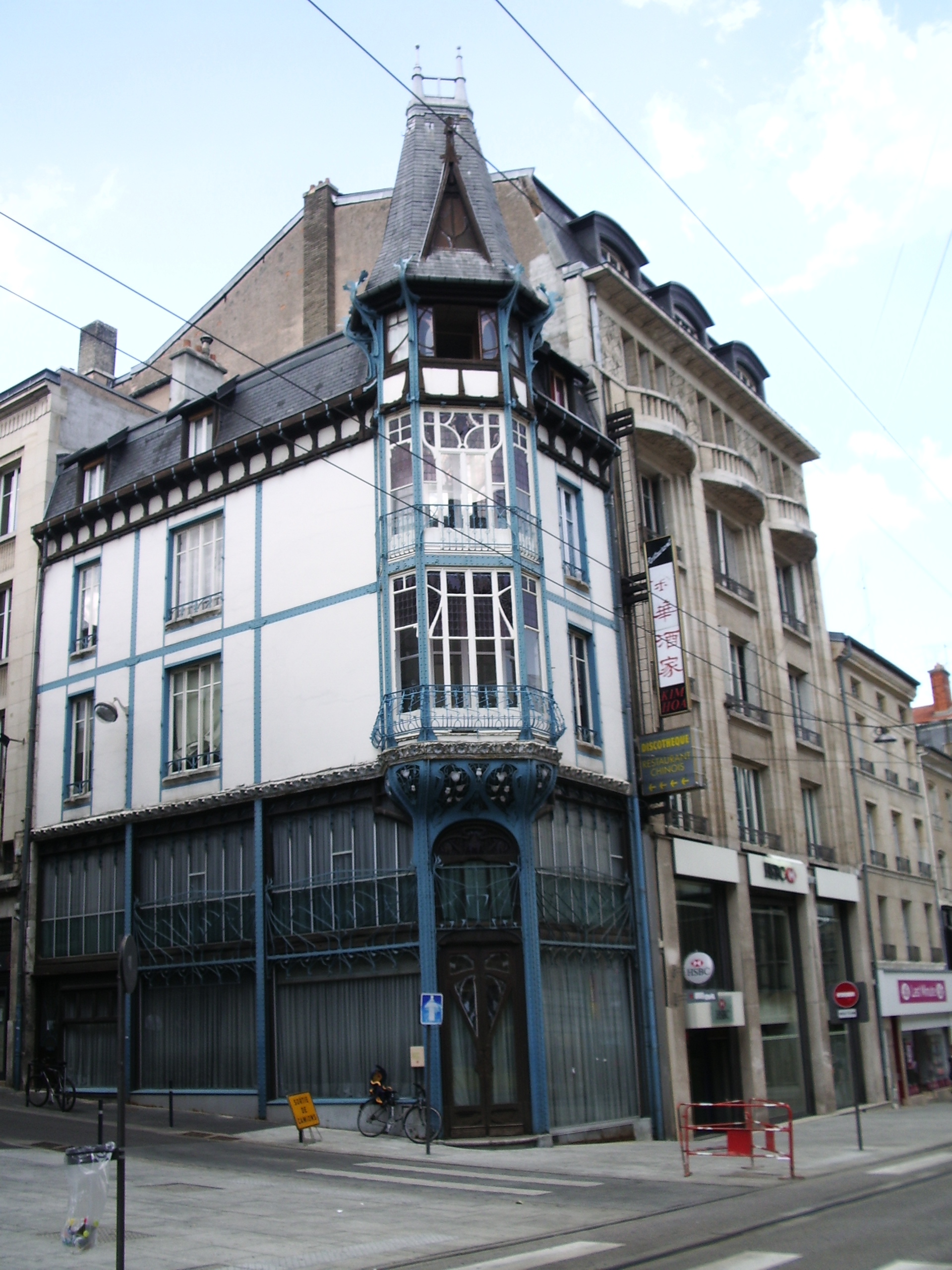
Immeuble Génin-Louis, 2 rue Bénit à Nancy.

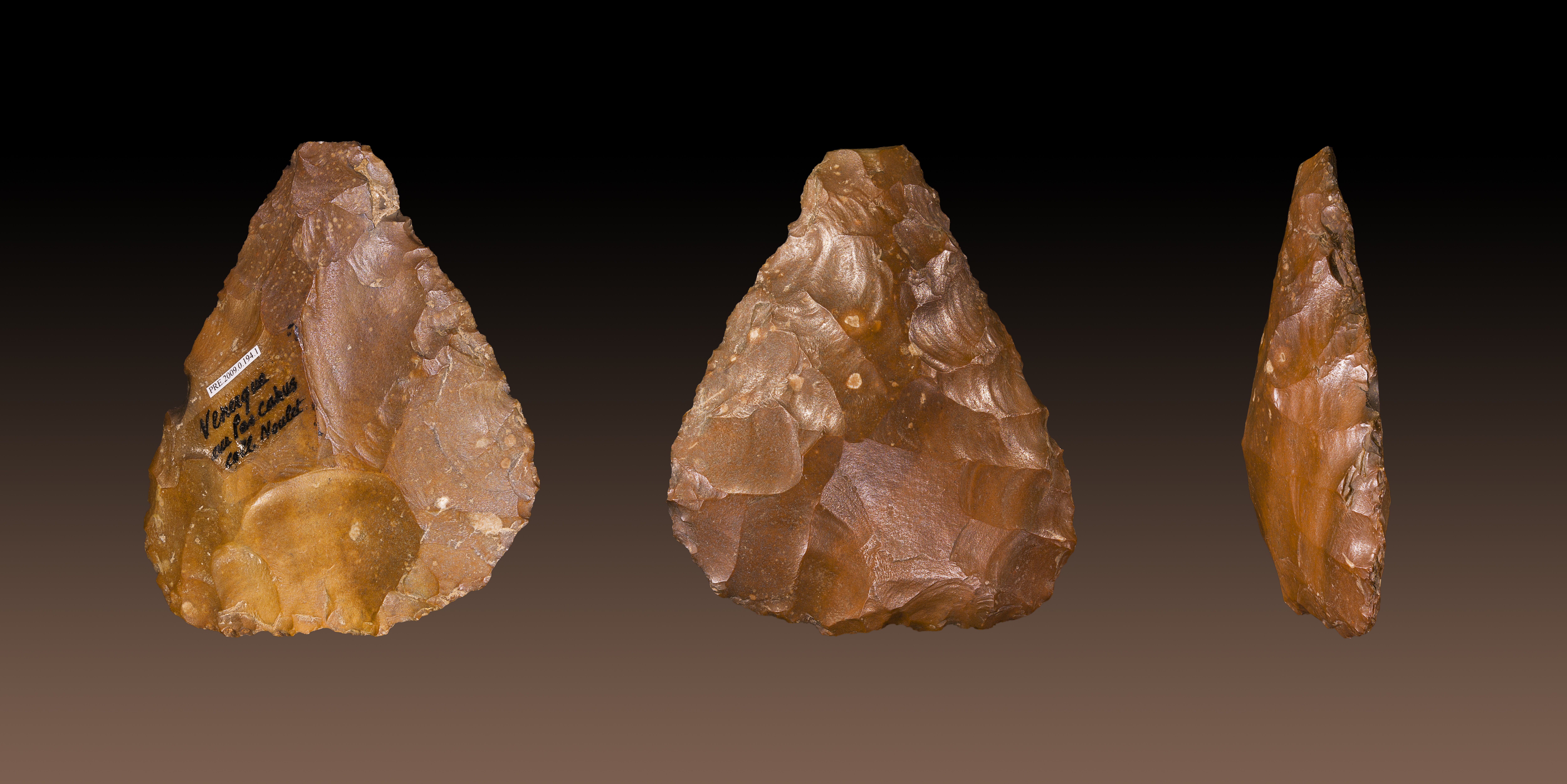
Biface en silex.

- Percement de la rue des Blondlot à Nancy[1] qui fait de l' impasse Bénit la Rue Bénit.
- Création de la Société générale des eaux minérales de Vittel (SGEMV), regroupant Vittel et Hépar[2].
- Ouverture de la Mine de Rochonvillers à Algrange[3].
- Un biface datant de 200 000 ans av. J.-C. est découvert dans une sablière de Montigny-lès-Metz[4]. Les hommes vivant à cette période étaient des chasseurs-cueilleurs, vivant selon le mode de vie non sédentaire propre aux nomades et dont les déplacements étaient liés en partie à leur approvisionnement en nourriture.
- Création du Véloce club nancéien, club cycliste de Nancy[5].
- Émile George est réélu sénateur des Vosges.
- Le docteur Bernheim, à Nancy, reprend à son compte les théories sur l'Hypnose et développe une théorie de la suggestion. Il recevra Freud en stage[6].
- D'importants gisements de minerai de fer sont découverts à Briey[6].
- 11 mai : Mise à feu des deux premiers hauts fourneaux de l'usine sidérurgique de Jœuf[7].

## Naissances

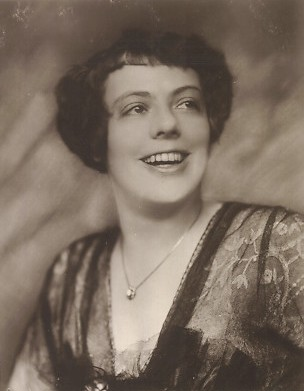
Senta Söneland photographiée par Alexander Binder, en 1920.

- 22 janvier à Metz : Friedrich Marnet (décédé en 1915) est un pilote allemand de la Première Guerre mondiale. Il fut l'un des premiers aviateurs de la Luftstreitkräfte.
- 8 mars à Nancy : Henri Teitgen, mort le 21 octobre 1969 à Paris est un avocat, résistant et homme politique français.
- 18 avril à Nancy : Marguerite Barco, morte le 7 août 1965 à Saint-Nicolas-de-Port, artiste peintre française.
- 29 mai à Mirecourt : René Martin, dit (à partir de 1926) Martin de Briey, homme de lettres et journaliste de tendance nationaliste et catholique, mort le 15 novembre 1953 à Senlis.
- 10 juin à Metz : Luise von Winterfeld (décédé en 1967), archiviste et paléographe allemande. Elle est l'une des premières responsables d'un centre d'archives en Allemagne.
- 12 juin à Thionville : Max Leven (décédé à Solingen le 10 novembre 1938) , journaliste allemand[8]. Communiste d'origine juive, il fut assassiné par des nazis lors de la Nuit de Cristal.
- 15 juin à Nancy : Jacques Parisot, mort le 7 octobre 1967 à Nancy, est un médecin français, considéré comme l'un des initiateurs de l'action sanitaire et sociale telle qu'on la conçoit aujourd'hui.
- 20 juin à La Chapelle-aux-Bois : Émile Demangel, cycliste français, médaillé olympique. (mort le 11 octobre 1968 à Xertigny, Vosges)[9].
- 4 juillet à Landroff : Jean Ernest Kempnich, résistant français[10]. Son histoire est évoquée dans un film de René Clément Le Père tranquille où il est incarné par l'acteur Noël-Noël.
- 19 août à Flirey : Jules Haag, mort le 16 février 1953 à Besançon, mathématicien français[11], spécialisé dans les problèmes de chronométrie.
- 4 septembre à Onville : Adrienne Jouclard, peintre, dessinatrice et graveuse française morte à Versailles (Yvelines) le 14 décembre 1972.
- 9 septembre à Metz : Senta Söneland (décédé le 20 juillet 1934 à Berlin), comédienne allemande. Elle tourna dans plus d'une trentaine de films entre 1914 et 1934[12].
- 3 octobre à Metz : Gerta von Ubisch, fille d'un officier prussien, Gertrud von Ubisch, connue aussi sous le nom de Gerta von Ubisch[13], décédée le 31 mars 1965 à Heidelberg est une généticienne et botaniste allemande[14].
- 23 novembre à Fénétrange (district de Lorraine) : Victor Antoni (décédé en 1966), militant autonomiste lorrain, ancien conseiller général de la Moselle et maire de Fénétrange[15]. Il grandit dans un milieu catholique. Très tôt, il devient membre du Volksverein.

## Décès

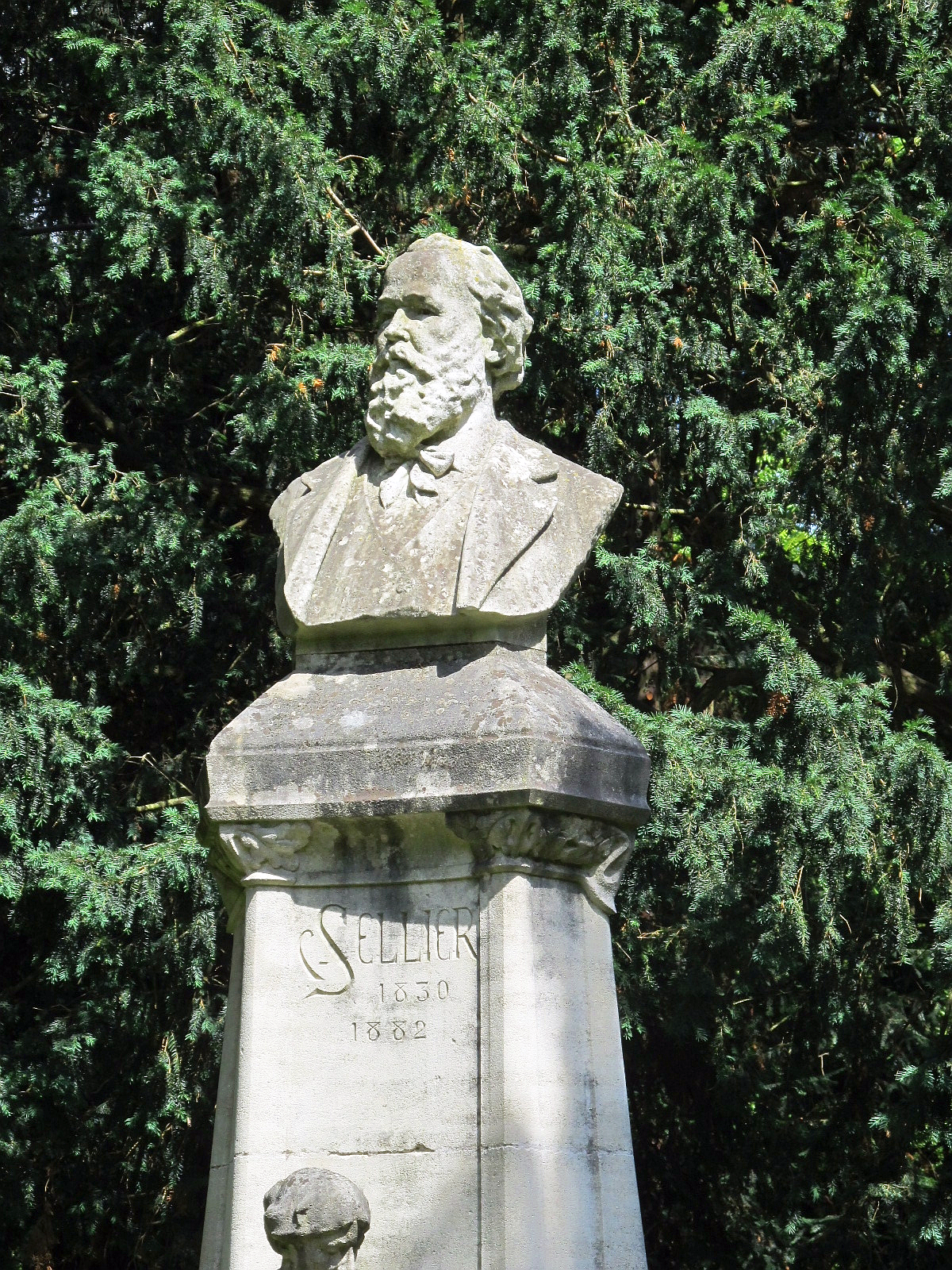
Charles Sellier

- 22 janvier à Mussey (Meuse) : Charles Desaux, homme politique français né le 27 mars 1797 à Bar-le-Duc (Meuse).
- 29 avril à Xonville : Alfred de Faultrier est un homme politique français né le 8 octobre 1808 à Metz (Moselle).
- 9 juin à Bar-le-Duc : Ernest Bradfer[16], de son nom complet Jean-Baptiste Christophe Ernest Bradfer, né à Nantois le 29 mars 1833[17], maître de forges et homme politique français.
- 11 août à Savonnières-devant-Bar : Charles-François Champigneulle, né à Metz le 9 octobre 1820, industriel français.
- 27 septembre à Metz : Paul Bezanson (1804-1882), commerçant, maire de Metz et député protestataire au Reichstag allemand de 1877 à 1882.
- 23 novembre à Nancy : Charles-Auguste Sellier, né à Nancy le 23 décembre 1830 , peintre français.
- 27 novembre à Nancy : Louis-Michel Boltz[18], architecte alsacien, né à Belfort – où son père était directeur de la poste – le 10 janvier 1816.